# Nebuloasa Lagună
Nebuloasa Lagună (Messier 8 / M 8 / NGC 6523) este un obiect ceresc care face parte din Catalogul Messier, întocmit de astronomul francez Charles Messier.
În bune condiții, este vizibilă cu ochiul liber.

## Istorie
Nebuloasa a fost descoperită în 1747 de astronomul Guillaume Le Gentil și a fost integrat în Catalogul Messier, în 1764. 

John Herschel a descoperit că regiunea cea mai strălucitoare a nebuloasei avea forma unei clepsidre cu nisip. În 1890 Agnes Clerke a denumit-o „Nebuloasa Lagună”.
Regiunea clepsidrei a fost observată de Telescopul Hubble în 1997, fiind considerată ca loc al formării de stele. 

## Caracteristici
Nebuloasa Lagunei este un imens nor de hidrogen și de praf iluminat de o supergigantă albastră, steaua 9 din Constelația Săgetătorul. Talia nebuloasei este de circa 110 ani-lumină, iar distanța ei este de circa 5.000 de ani-lumină, ceea cei îi oferă un diametru aparent de trei ori mai mare decât cel al Lunii pline.
Nebuloasa, ca și multe alte nebuloase difuze, conține un frumos roi deschis, NGC 6530, izvorât din nebuloasă, cu stele tinere și foarte calde de tip O și B, în vârstă de doar 2.000.000 de ani. Regiunea clepsidrei, iluminată de steaua Herschel 36, este suspectată de a fi locul de naștere al stelelor.

## Observare
Prin magnitudinea sa aparentă de 5, nebuloasa este vizibilă cu ochiul liber. Talia aparentă foarte importantă a obiectului impune o atenție deosebită la alegerea grosismentului folosit pentru observare. Cu un telescop sau o lunetă astronomică, se va folosi un ocular având distanța focală cea mai importantă (de exemplu, 20 mm). Utilizarea unui filtru UHC, foarte eficace pentru acest tip de nebuloasă, va permite, fără îndoială, observarea nebuloasei cu mai multe detalii.

## Galerie de imagini

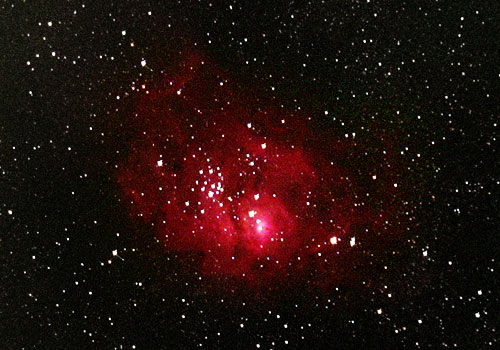
Nebuloasa Lagună
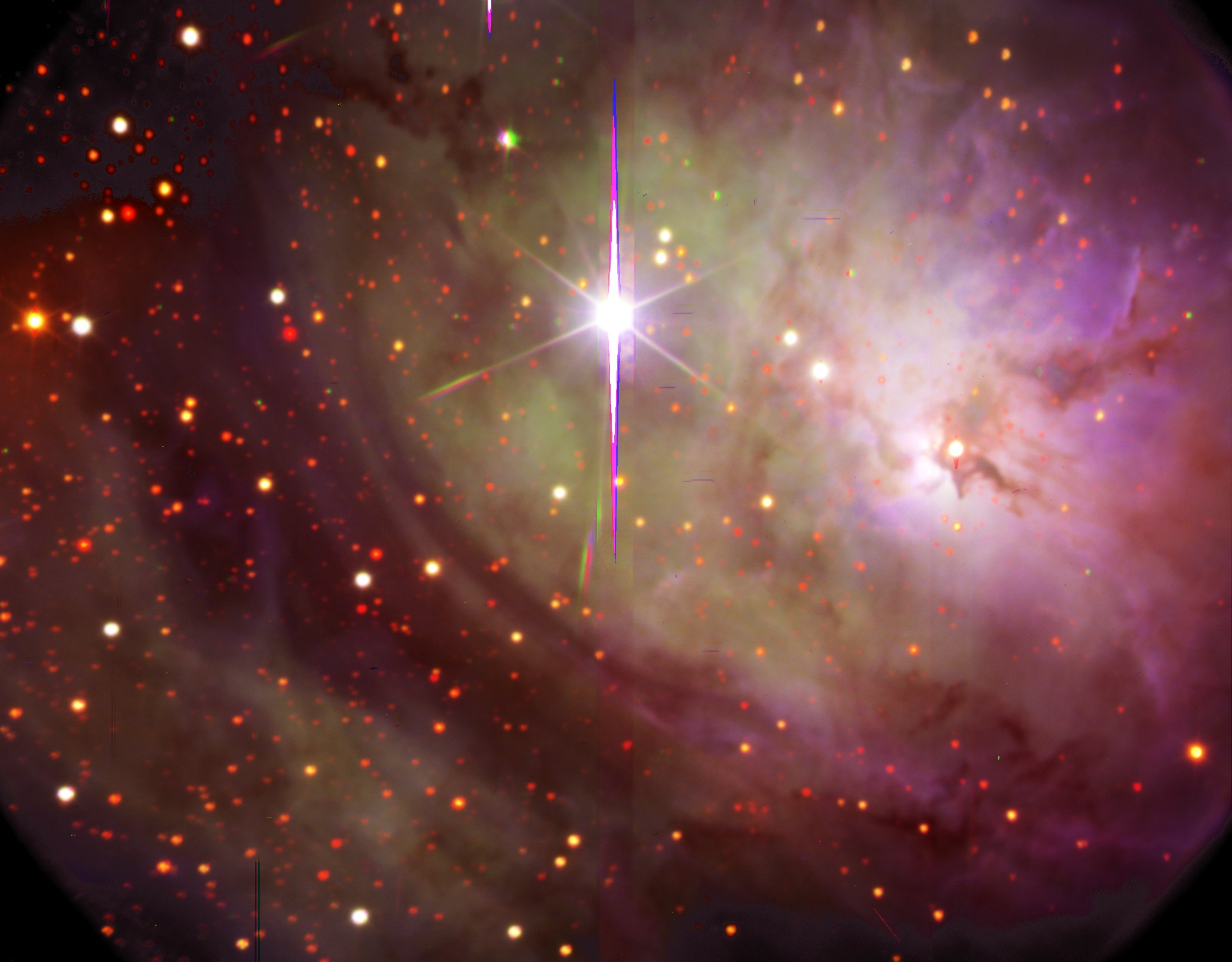
Regiunea centrală a nebuloasei
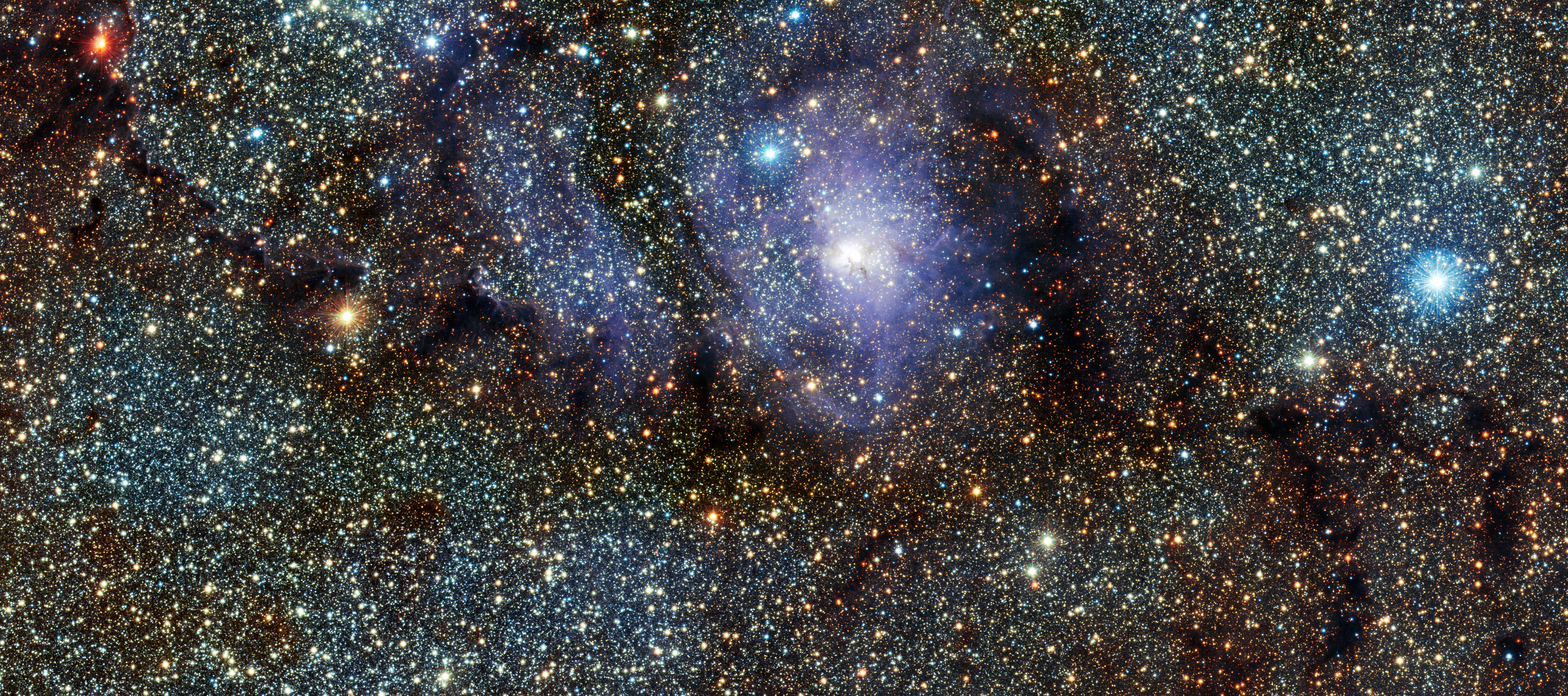
Vedere în infraroșu a nebuloasei